# Bourreria mollis
Bourreria mollis är en strävbladig växtart som beskrevs av Standley. Bourreria mollis ingår i släktet Bourreria och familjen strävbladiga växter. Inga underarter finns listade i Catalogue of Life.